# François Van der Elst
François Van der Elst (Opwijk, 1954. december 1. – Aalst, 2017. január 11.) Európa-bajnoki ezüstérmes belga labdarúgó, csatár. Testvére Leo Van der Elst szintén válogatott labdarúgó.

## Pályafutása

### Klubcsapatban
1965–1969 között a VCE Mazenzele-ben kezdte meg ifjúsági játékát. 1969-ben lett az RSC Anderlecht tagja. Ebben az időszakban megnyerte a belga bajnokságot 1972-ben és 1974-ben, valamint 1972-ben, 1973-ban, 1975-ben és 1976-ban belga kupagyőztesek lettek. 1976-ban és 1978-ban UEFA-szuperkupa győztesek voltak. 1976–1977 között a belga bajnokság gólkirálya volt. 1980–1981 között a New York Cosmos játékosa volt. Ezt követően visszatért Európába, és a West Ham United FC-vel kötött szerződést 1981–1983 között. 1983–1986 között a KSC Lokeren Oost-Vlaanderen labdarúgója volt.

### A válogatottban
Részt vett az 1980-as olaszországi Európa-bajnokságon és az 1982-es spanyolországi világbajnokságon.

## Sikerei, díjai
Belgium
- Európa-bajnokság
  - ezüstérmes: 1980, Olaszország

 RSC Anderlecht
- Belga bajnokság
  - bajnok: 1971–72, 1973–74
  - gólkirály: 1976–77
- Belga kupa
  - győztes: 1972, 1973, 1975, 1976
- Kupagyőztesek Európa-kupája (KEK)
  - győztes: 1975–76, 1977–78
  - döntős: 1976–77
- UEFA-szuperkupa
  - győztes: 1976, 1978

 Cosmos
- Amerikai bajnokság (NASL)
  - bajnok: 1980